# شیمی تجزیه و زیست‌تجزیه
شیمی تجزیه و زیست‌تجزیه یک ژورنال علمی است که به صورت داوری همتا مورد بررسی قرار می‌گیرد و مقالات تحقیقاتی را در زمینه وسیع شیمی تجزیه و زیست-تجزیه منتشر می‌کند. برخی از موضوعات تحت پوشش شامل توسعه ابزار برای طیف‌سنجی جرمی، فلزشناسی، یون‌ها و توصیف تحلیلی نانو و مواد بیولوژیکی است. این ژورنال برای اولین بار در سال ۱۸۶۲ با نام Fresenius Journal of Analytical Chemistry منتشر شد. در سال ۲۰۰۲، این مجله به Analytical and Bioanalytical Chemistry تغییر نام داد.

## ضریب تأثیر
شیمی تجزیه و زیست‌تجزیه در سال ۲۰۱۳ دارای ضریب تأثیر ۳٫۵۷۸، 
بوده و رتبه ۱۱ را از بین ۷۶ موضوع در " شیمی تجزیه " و رتبه بیست و یکم از بین ۷۸ را در "روشهای تحقیق بیوشیمیایی" کسب کرده‌ است.

## ویراستاران
سردبیران مجله عبارتند از: P. Garrigues , S. Daunert, G. Gauglitz, KG Heumann, K. Jinno, C. Larive, A. Roda, A. Sanz-Medel, SA Wise.